# Barc
Barc é uma comuna francesa na região administrativa da Normandia, no departamento de Eure. Estende-se por uma área de 11,43 km². Em 2010 a comuna tinha 1 225 habitantes (densidade: 107,2 hab./km²).